# Ukon (poetisa)
Ukon (右近?) (fecha desconocida) fue una poetisa y noble japonesa que vivió a mediados de la era Heian. Asistió a la esposa del Emperador Daigo, la Emperatriz Consorte Fujiwara no Yasuko.

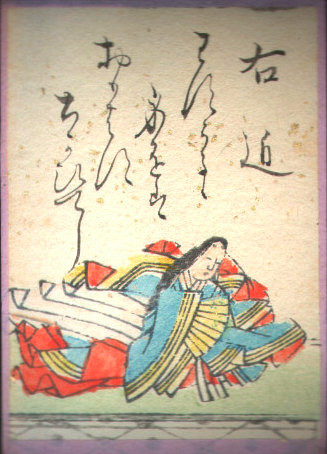
Ukon, del Ogura Hyakunin Isshu.

Sus habilidades poéticas han sido reconocidas en las antologías poéticas Hyakunin Isshu, Gosen Wakashū entre otros. Es una de las treinta y seis mujeres inmortales de la poesía. 